# وییو مری
وییو مری (انگلیسی: Veijo Meri; ۳۱ دسامبر ۱۹۲۸ – ۲۱ ژوئن ۲۰۱۵) نویسنده اهل فنلاند بود.
وی همچنین برندهٔ جوایزی همچون جایزه اینو لینو شده‌است.